# Vrena
Vrena is een plaats in de gemeente Nyköping in het landschap Södermanland en de provincie Södermanlands län in Zweden. De plaats heeft 665 inwoners (2005) en een oppervlakte van 100 hectare.

## Verkeer en vervoer
Bij de plaats loopt de Riksväg 52.
De plaats heeft een station aan een spoorlijn.